# 25 (album)
25 je třetí studiové album britské zpěvačky Adele. Bylo vydáno dne 20. listopadu 2015 a bylo pojmenováno po věku zpěvačky během natáčení alba. Největším hitem alba píseň „Hello“, která okamžitě spolu s celou deskou ovládla první příčky většiny hudebních žebříčků. Album vyšlo po několikaleté odmlce, která byla způsobena těhotenstvím zpěvačky; předchozí album 21 bylo vydáno již v roce 2011.

## O albu
Od srpna 2015 začala nahrávací společnost XL propagovat třetí studiové album Adele. V říjnu byl zveřejněn název alba 25 a bylo stanoveno datum vydání na 20. listopadu 2015. V říjnu byl také vydán první singl „Hello“. Ten se umístil na prvních příčkách mnoha mezinárodních žebříčků. K písni byl okamžitě vydán i videoklip, který na YouTube během prvního dne zhlédlo 27,7 milionů uživatelů, čímž zlomil rekord. Za pouhý jeden měsíc videoklip zhlédlo 452 milionů uživatelů. Ve Spojeném království se písně prodalo 330 000 kusů během prvního týdne prodeje a tím se stal nejprodávanějším singlem za poslední tři roky. Na začátku listopadu singl debutoval v americkém žebříčku na první příčce a stal se prvním digitálním singlem, kterého se během prvního týdne prodalo (placeně stáhlo) přes milion kusů.
V listopadu byl natočen a na stanici BBC One odvysílán i televizní speciál Adele at the BBC, který také sloužil k propagaci alba. Pro propagaci alba dále vystoupila v americkém pořadu Saturday Night Live a vystoupila v Radio City Music Hall; tento koncert později odvysílala stanice NBC.
Album 25 debutovalo na prvních příčkách mnoha světových žebříčků. Dle odhadů společnosti Nielsen Music, založených na prodeji prvního dne, se mělo v USA prodat 2,5 milionů kusů alba za první týden, čímž by stanovilo absolutní rekord. Nahrávací společnost se na velký zájem připravila a do distribuce poslala 3,6 milionů kusů alba. Album 25 se tím mělo okamžitě stát nejprodávanějším albem roku 2015. Nakonec se v USA prodalo za pouhé tři dny prodeje 2,3 milionů kusů, a tím se stalo nejrychleji se prodávaným albem historie a nejprodávanějším albem roku 2015. Za první týden se celkově v USA prodalo 3,38 milionů kusů, čímž se stalo prvním albem historie, jehož se prodalo přes tři miliony kusů za pouhý týden. Do ledna 2016 se v USA prodalo 7,6 milionů kusů. Album se drželo na první příčce žebříčku Billboard po sedm týdnů, což se naposledy podařilo v roce 1987 Whitney Houston.
V Kanadě se o první týden prodalo 306 000 kusů, čímž byl zlomen kanadský rekord Celine Dion z roku 1997. V domácím Spojeném království se alba prodalo 800 000 kusů během prvního týdne, a tím byl zlomen historický rekord nejrychleji se prodávaného alba. Za čtyři týdny prodeje se prodaly 2 miliony kusů. Celkový prodej v lednu 2016 činil 2,5 milionů kusů. Do ledna se celosvětově prodalo přes 15 milionů kusů alba.

## Seznam písní
| Pořadí | Název                            | Autor                                                       | Producent/i       | Délka |
| ------ | -------------------------------- | ----------------------------------------------------------- | ----------------- | ----- |
| 1.     | Hello                            | Adele, Greg Kurstin                                         | Kurstin           | 4:55  |
| 2.     | Send My Love (To Your New Lover) | Adele, Max Martin, Shellback                                | Martin, Shellback | 3:43  |
| 3.     | I Miss You                       | Adele, Paul Epworth                                         | Epworth           | 5:49  |
| 4.     | When We Were Young               | Adele, Tobias Jesso Jr.                                     | Ariel Rechtshaid  | 4:51  |
| 5.     | Remedy                           | Adele, Ryan Tedder                                          | Tedder            | 4:05  |
| 6.     | Water Under the Bridge           | Adele, Kurstin                                              | Kurstin           | 4:00  |
| 7.     | River Lea                        | Adele, Brian Burton                                         | Danger Mouse      | 3:45  |
| 8.     | Love in the Dark                 | Adele, Samuel Dixon                                         | Dixon             | 4:46  |
| 9.     | Million Years Ago                | Adele, Kurstin                                              | Kurstin           | 3:47  |
| 10.    | All I Ask                        | Adele, Bruno Mars, Philip Lawrence, Christopher Brody Brown | The Smeezingtons  | 4:32  |
| 11.    | Sweetest Devotion                | Adele, Epworth                                              | Epworth           | 4:12  |

### Target ExclusiveandJapanese bonus tracks
| Pořadí | Název              | Autor                   | Producent/i            | Délka |
| ------ | ------------------ | ----------------------- | ---------------------- | ----- |
| 12.    | Can't Let Go       | Adele, Linda Perry      | Perry                  | 3:18  |
| 13.    | Lay Me Down        | Adele, Tobias Jesso Jr. | Mark Ronson, Lil Silva | 4:30  |
| 14.    | Why Do You Love Me | Adele, Rick Nowels      | Rechtshaid             | 3:59  |